# Suliko
Suliko (in georgiano: სულიკო) è un poema d'amore scritto nel 1895 da Ak'ak'i Tsereteli. La sua trasposizione musicale ad opera di Varinka Tsereteli fu la canzone preferita di Iosif Stalin e, di conseguenza, divenne celebre in tutta l'Unione Sovietica e nel blocco orientale.
Il titolo dell'opera è una parola georgiana, usata anche come nome proprio, che significa "anima".